# Iskander Kachramonowitsch Machmudow

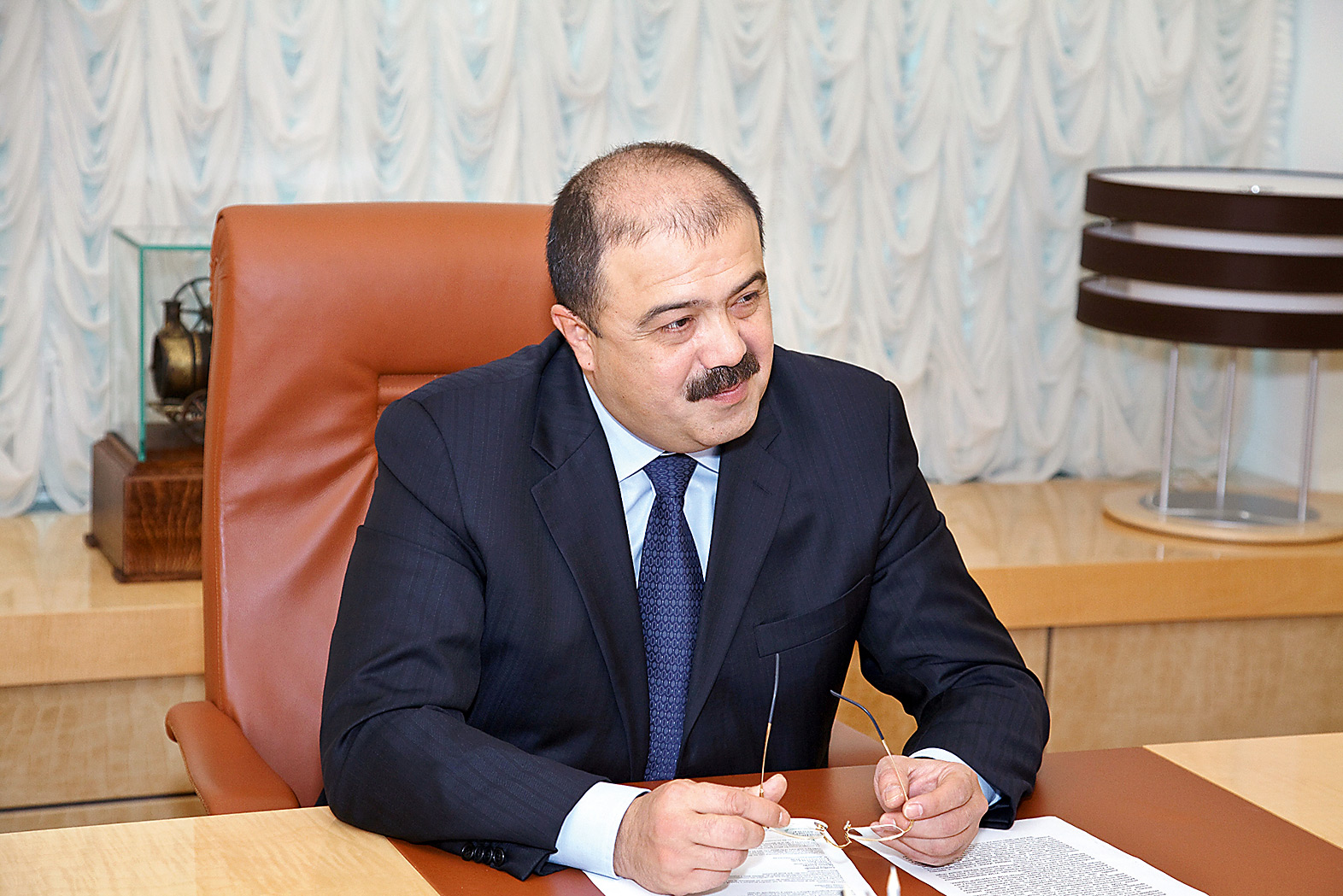
Iskander Kachramonowitsch Machmudow

Iskander Kachramonowitsch Machmudow (russisch Искандер Кахрамонович Махмудов; usbekisch Iskandar Mahmudov; * 5. Dezember 1963 in Buchara) ist ein russischer Unternehmer usbekischer Abstammung.

## Leben
Machmudow absolvierte die arabischsprachige Abteilung der Fakultät für Orientalistik an der Universität Taschkent. Zwischen 1984 und 1986 war er Übersetzer einer Gruppe von sowjetischen Militärberatern und Spezialisten in Libyen. Von 1986 bis 1988 arbeitete er in der Bauverwaltung militärischer Einrichtungen des Generalstabs des Iraks. Seine Geschäftskarriere begann im Jahr 1991 als Kleinunternehmer.
Machmudow ist Eigentümer und Präsident des Bergbauunternehmens UGMK mit Firmensitz in Werchnjaja Pyschma. Nach Angaben des US-amerikanischen Unternehmens Forbes Magazine gehört er zu den reichsten Russen. Machmudow ist verheiratet und hat ein Kind. Er wohnt in Taschkent.
In Spanien wurde Machmudow 2011 gemeinsam mit dem russischen Unternehmer Oleg Deripaska von den spanischen Strafverfolgungsbehörden verdächtigt, Geldwäsche begangen zu haben.